# Вилхелм фон Кесел
Вилхелм фон Кесел (на немски: Wilhelm, Graf von Kessel; † между 14 септември 1260 и 1262) е граф на Кесел в провинция Лимбург в Нидерландия. Графството Кесел се намира на река Маас.

## Произход
Той е син на граф Хайнрих IV фон Кесел († сл. 1219) и съпругата му Отеленда (Удалхилдис) фон Хаймбах († сл. 1222), дъщеря на Еберхард I фон Хаймбах, фогт на Ховен († сл. 1218) и графиня Юта фон Юлих († 1218). Внук е на граф Хайнрих III фон Кесел († 1189) и Алверадис фон Зафенберг († сл. 1203). Майка му се омъжва втори път за Бертолд III Млади' фон Бюрен († сл. 1276) и той е полубрат на Бертолд IV фон Бюрен († сл. 1300).

## Фамилия
Вилхелм фон Кесел се жени за фон Лимбург или за фон Васенберг. Те имат децата:
- Хайнрих V фон Кесел-Бройч († 5 септември 1285), граф на Кесел-Бройч, женен I. за Гертруд фон дер Щресен († сл. 28 септември 1281), II. пр. 1285 г. за Лиза фон Вирнебург († сл. 2 януари 1304), дъщеря на граф Хайнрих I фон Вирнебург († сл. 1298) и Понцета фон Обершайн († 1311)
- Вилхелм фон Кесел (* пр. 1271)
- Валрам фон Кесел († 20/28 октомври 1305), женен за Катарина фон Клеве († сл. 2 юли 1357)
- дъщеря фон Кесел († 1304), омъжена за граф Герхард V фон Юлих († ок. 29 юли 1328)
- Хедвиг фон Кесел († сл. 1276), омъжена за граф Дитрих фон Нойенар (* пр. 1252; † 15 юни 1276)